# Marozsán Fábián
Marozsán Fábián (1999. október 8. –) magyar teniszező.
A 2024. május 6-án elért világranglista 36. helyezése ATP egyesben a karrier csúcsa. Emellett párosban csúcsát 2023. január 16-án a világranglistán a 444. ATP helyezésével érte el  Jelenleg az első számú magyar játékos. 

## Díjai, elismerései
- Az év magyar teniszezője: 2023,[3] 2024[4]